# Syzygospora physciacearum
Syzygospora physciacearum är en lavart som beskrevs av Diederich 1996. Enligt Catalogue of Life ingår Syzygospora physciacearum i släktet Syzygospora,  och familjen Carcinomycetaceae, men enligt Dyntaxa är tillhörigheten istället släktet Syzygospora,  och familjen Syzygosporaceae. Arten är reproducerande i Sverige. Inga underarter finns listade i Catalogue of Life.